# Herófilo Azambuja
Herófilo Carvalho de Azambuja (Caxias do Sul, 28 de setembro de 1899 — 31 de maio de 1963) foi um político brasileiro.
Formou-se na Faculdade de Direito de Porto Alegre em 1923. Foi durante o curso, no mesmo ano de sua graduação, que fundou e dirigiu o Centro dos Acadêmicos Republicanos. A organização buscava difundir a doutrina de Júlio de Castilhos, líder histórico do Partido Republicano Rio-Grandense (PRR), partido ao qual o pai de Herófilo, desembargador Armando Azambuja, era vinculado. Durante a revolta de federalistas e dissidentes no Rio Grande do Sul, Herófilo Carvalho foi um dos responsáveis por redigir o manifesto universitário em apoio ao congresso republicano.
Recém-graduado (1923) em direito, foi nomeado juiz distrital em Dom Pedrito (RS) e, concomitantemente, trabalhou como advogado, abrindo uma banca própria. Entre 1924 e 1926 foi membro e presidente da comissão executiva do partido republicano do município, apoiando a Revolução de 1930.
Nos anos de 1938 e 1939 foi procurador do Estado no Rio Grande do Sul, tornando-se posteriormente Secretário Estadual de Educação (1939-1942) e Presidente do Instituto de Previdência e Assistência dos Servidores do Estado (IPASE) de 1943 a 1945.
Ao mesmo tempo, abriu banca de advogado. Comissionado no posto de tenente-coronel, dirigiu o 21.º Corpo Auxiliar da Brigada Militar (“corpo provisório”) no combate aos levantes eclodidos no estado entre 1924 e 1926. Comandou as hostes republicanas em Dom Pedrito, sendo membro e presidente da comissão executiva do partido no município. Nessa posição, apoiou a Revolução de 1930. Também no Rio Grande do Sul, foi procurador do Estado (1938-1939), secretário estadual de Educação (1939-1942) e do Interior (1942-1943) durante a gestão do interventor Cordeiro de Farias (1938-1943) e presidente do Instituto de Previdência e Assistência dos Servidores do Estado (IPASE), de 1943 a 1945.

Em 1946 foi empossado na Assembléia Nacional Constituinte, após a renuncia do titular João Neves da Fontoura. A legislatura como deputado federal constituinte se estendeu até janeiro de 1951.